# 浩口原种场
浩口原种场是中华人民共和国湖北省潜江市下辖的一个类似乡级单位。

## 行政区划
浩口原种场下辖以下行政区单位：
浩口原种场虚拟生活区。